# Термінал ЗПГ Порт-Касім (PGPC)
Термінал ЗПГ Порт-Касім (PGPC) – інфраструктурний об’єкт для імпорту зрідженого природного газу (ЗПГ) до Пакистану.
В 2010-х роках на тлі зростаючого енергоспоживання та дефіциту ресурсу власного видобутку у Пакистані вирішили звернутись до імпорту ЗПГ, при цьому прийняли рішення на користь плавучих регазифікаційних терміналів, які потребували менше капітальних інвестицій та часу на створення. Один з них ввела в дію наприкінці 2017-го компанія Pakistan GasPort Limited (PGPL), яка відноситься до пакистанського конгломерату Associated Group (AG). Споживачами імпортованого блакитного палива мають бути три електростанції у провінції Пенджаб.
Інфраструктура терміналу, який розташований у західній частині дельти Інду, включає причал з глибиною 13,5 метра. Він розташований за 0,5 км від навігаційного ходу порту Порт-Касім (протока Кадіро-Крік), від якого прокладено підвідний канал з глибинами 14 метрів.
Для обслуговування терміналу у сінгапурської компанії (із другим офісом у Норвегії) BW зафрахтували на 15 років установку «BW Integrity», що здатна видавати в піковому режимі 21,2 млн м3 на добу та має резервуари для ЗПГ загальною ємністю 170000 м3.
Видача регазифікованого палива до газотранспортної мережі відбувається по перемичці завдовжки 12,3 км, з яких перші 1,3 км прокладені під водою, 4 км на естакаді та 7 км у підземному виконанні. Перемичка має діаметр 750 мм та розрахована на пропускну здатність у 33,9 млн м3, що планують використати після розширення терміналу.
На початку червня 2020-го термінал Pakistan GasPort прийняв сотий газовоз.
Можливо відзначити, що у тому ж Порт-Касім неподалік від терміналу Pakistan GasPort діє інший плавучий термінал ЗПГ від компанії Engro Elengy.